# Reichssicherheitsdienst
Le Reichssicherheitsdienst (RSD), ou Service de sécurité du Reich, était une force de sécurité du Troisième Reich, chargée de protéger Adolf Hitler, ainsi que, durant les dernières années du régime, les principaux dignitaires nazis. Ce service, bien qu'ayant un nom similaire, était distinct du Sicherheitsdienst (SD), le service de renseignements de la SS et du parti nazi. Le RSD était dirigé par le SS-Gruppenführer Johann Rattenhuber.

## Histoire
Le RSD a été formé le 15 mars 1933 sous le nom de « Führerschutzkommando », ou « commando de protection du Führer », pour garantir sa sécurité en Bavière, en dehors de laquelle Hitler était déjà protégé par ses huit gardes du corps du SS-Begleitkommando des Führers.
Durant la guerre, les différentes unités du RSD accompagnaient les hauts dignitaires du Reich dans leurs déplacements à travers l'Europe occupée. Ainsi, ils effectuaient la surveillance des lieux d'arrivée, sécurisaient les bâtiments et contrôlaient les invités. Le RSD avait le pouvoir de requérir l'aide de n'importe quelle organisation SS et notamment de prendre le commandement des unités de l’Ordnungspolizei, dans son rôle de protection des fonctionnaires nazis. Un bataillon était également destiné à la protection de la Wolfsschanze, le principal Quartier général du Führer situé en province de Prusse-Orientale.
En janvier 1945, Rattenhuber accompagna Hitler et son entourage dans le Führerbunker situé sous les jardins de la Neue Reichskanzlei (la « nouvelle chancellerie du Reich », achevée en 1938) au centre de Berlin.
Le régiment fut dissous à la fin de la guerre, à la suite de la chute du Troisième Reich. Son chef, Rattenhuber, et ses officiers furent capturés à Berlin par l'Armée rouge le 1er mai 1945 : Rattenhuber ne fut libéré qu'en 1955.